# Julien Pomère
Julianus Pomerius, en français Julien Pomère, est un prêtre chrétien du Ve siècle.

## Biographie
Originaire de Mauritanie (Nord de l'Algérie actuelle), il semble avoir fui l'Afrique et les Vandales pour se réfugier en Gaule dans les dernières années du Ve siècle. Il devient professeur de rhétorique en Arles sous l'épiscopat d'Éon, et enseigne à Césaire, le futur archevêque d'Arles, vers 499-500.

## Œuvres
Il écrit cinq traités, dont un seul De Vita Contemplativa ou La Vie contemplative, nous est parvenu (attribué dans certains manuscrits à Prosper d'Aquitaine, et encore reproduit sous les deux noms dans la Patrologie latine de Migne). Les autres s'intitulaient De anima (dialogue entre un évêque et un prêtre), De virginibus Instituendis (L'Éducation des vierges), De contemptu Mundi (Le Mépris du monde).
Le De Vita contemplativa est un traité en trois parties : la vie contemplative ; la vie active ; les vices et les vertus. C’est un manuel de vie spirituelle pour clercs, mais aussi pour laïcs, prêchant l’ascèse, le détachement des biens, l’imitation du Christ. Pomère y indique notamment les éléments d’une parole adaptée à la pastorale collective, ouvrant ainsi la voie à la prédication populaire du haut Moyen Âge.

#### Traduction française
- La Vie contemplative, traduction de Rémy Jobard et Louis Gagliardi, introduction de Pierre Riché, Paris, Migne, 1995.

#### Étude
- Michel Banniard, « Julien Pomère », dans Robert Bossuat, Louis Pichard et Guy Raynaud de Lage (dir.), Dictionnaire des lettres françaises, t. 1 : Moyen Âge, éd. entièrement revue et mise à jour sous la dir. de Geneviève Hasenohr et Michel Zink, Paris, Fayard, 1994, p. 875.